# Попек, Тадеуш
Тадеуш Попек (пол. Tadeusz Popek, 2 ноября 1915 года, село Ходенице, Австро-Венгрия — 17 сентября 1942 года, Закопане, Польша) — участник польского сопротивления во время оккупации Польши, один из основателей подпольной организации «Татранская конфедерация».

## Биография
Родился 2 ноября 1915 года в седее Ходенице. В 1938 году закончил филологический факультет Ягеллонского университета. После оккупации Польши осенью 1939 года переехал в село Лопушна, откуда перебрался в Новы-Тарг, где устроился на работу нацистской уголовной полиции. Будучи сотрудником уголовной полиции, собирал секретную информацию для польского подполья. Летом 1941 года познакомился в Августином Суским и Ядвигой Апостол, с которыми основал подпольную организацию «Татранская конфедерация», которая саботировала немецкую кампанию «Гораленфольк», направленную на германизацию гуралей. Занимался изданием газеты «Der Freie Deutsche», которая распространялась в Кракове. В январе 1942 года был арестован после доноса провокатора и члена Абвера Хайнца Вегнера-Романовского. Содержался в заключении в Закопане в отеле «Palace», где во время оккупации располагалось отделение Гестапо. Подвергался пыткам. 2 февраля 1942 году ему удалось бежать из заключения через окно туалета на втором этаже. Был объявлен в поиск. За его поимку немцы установили вознаграждение в размере десяти тысяч злотых. Скрывался в горном массиве Горце и был пойман 22 августа 1942 года после доноса местного провокатора. Подвергался непрерывным пыткам в отеле «Palace» в течение месяца. Был расстрелян 17 сентября 1942 года.
Тело Тадеуша Попека было эксгумировано после войны коммунистическими властями в 1946 году. Его дело использовалось во время суда в качестве обвинения против лидеров коллаборационистского «Гуральского комитета». Был повторно захоронен в Закопане на кладбище, которое находится на Новой улице.